# Агрей (эпитет)
Агрей (греч. Ἀγραῖος, Agraios, лат. Agraeus) — в древнегреческой мифологии эпитет Аполлона как покровителя охоты.
Ему, в этом звании, вместе с Дианой, также покровительницей охоты, был сооружён Алкафоем, сыном Пелопа, в Мегаре храм после того, как Алкафой, в награду за умерщвление киферонского льва, получил руку дочери мегарского царя, вместе с правом наследования его престола.